# Хайд, Джордж Элмер
Джордж Элмер Хайд (англ. George Elmer Hyde; 10 июня 1882 — 2 февраля 1968) — американский писатель, этнолог и историк. Известен как автор книг об индейских народах Великих равнин.

## Биография
Джордж Элмер Хайд родился в городе Омаха, штат Небраска, и прожил там всю свою жизнь. Он получил формальное образование в государственных школах и смог закончить только восемь классов из-за почти полной глухоты и слабого зрения. В 18 лет Хайд полностью оглох. Его интерес к индейцам Равнин был вызван посещением индейского лагеря на Транс-Миссисипской выставке в Омахе в 1898 году. Проблемы со здоровьем не удержали его от исследований индейцев Великих равнин. Хайд также владел книжным магазином, чтобы помочь поддержать себя. Он был затворником со скромными средствами. В последние годы жизни ему приходилось читать с помощью мощного увеличительного стекла. Хайд общался с миром почти полностью через свои письма и книги. Годами накапливая заметки, появлявшиеся в результате его исследований, его переписки и собеседований, он опубликовал несколько значительных трудов.

### На английском языке
- «Red Cloud’s Folk: A History of the Oglala Sioux Indians» (1937), (1957, переработанное издание).
- «The Pawnee Indians» (1951).
- «A Sioux Chronicle» (1956).
- «Indians of the High Plains: From the Prehistoric Period to the Coming of the Europeans» (1959).
- «Spotted Tail’s Folk: A History of the Brule Sioux Indians» (1961).
- «Indians of the Woodlands: From Prehistoric Times to 1725» (1962).
- «Life of George Bent: Written from his Letters» (1967).

### На русском языке
- «Народ Пятнистого Хвоста: история брюле-сиу», Москва: «Ронго», 1995 год (первая часть).
- «Народ Пятнистого Хвоста: история брюле-сиу», СПб.: «Первые Американцы», 2006 год (полное издание).
- «Народ Красного Облака: история оглала-сиу», СПб.: «Первые Американцы», 2006 год.